# فندق فيلادلفيا (الأردن)

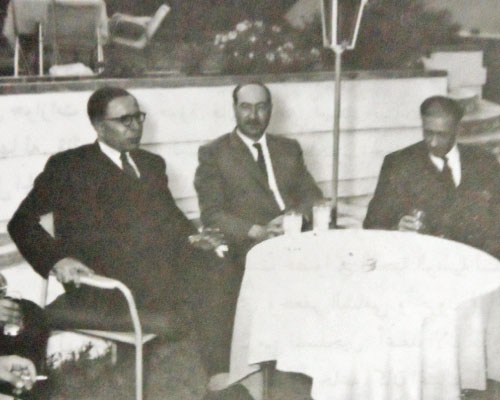
صورة من فندق فيلادلفيا تجمع كل من عيسى الناعوري وسليمان الموسى وضيف الله الحمود، عام 1964.

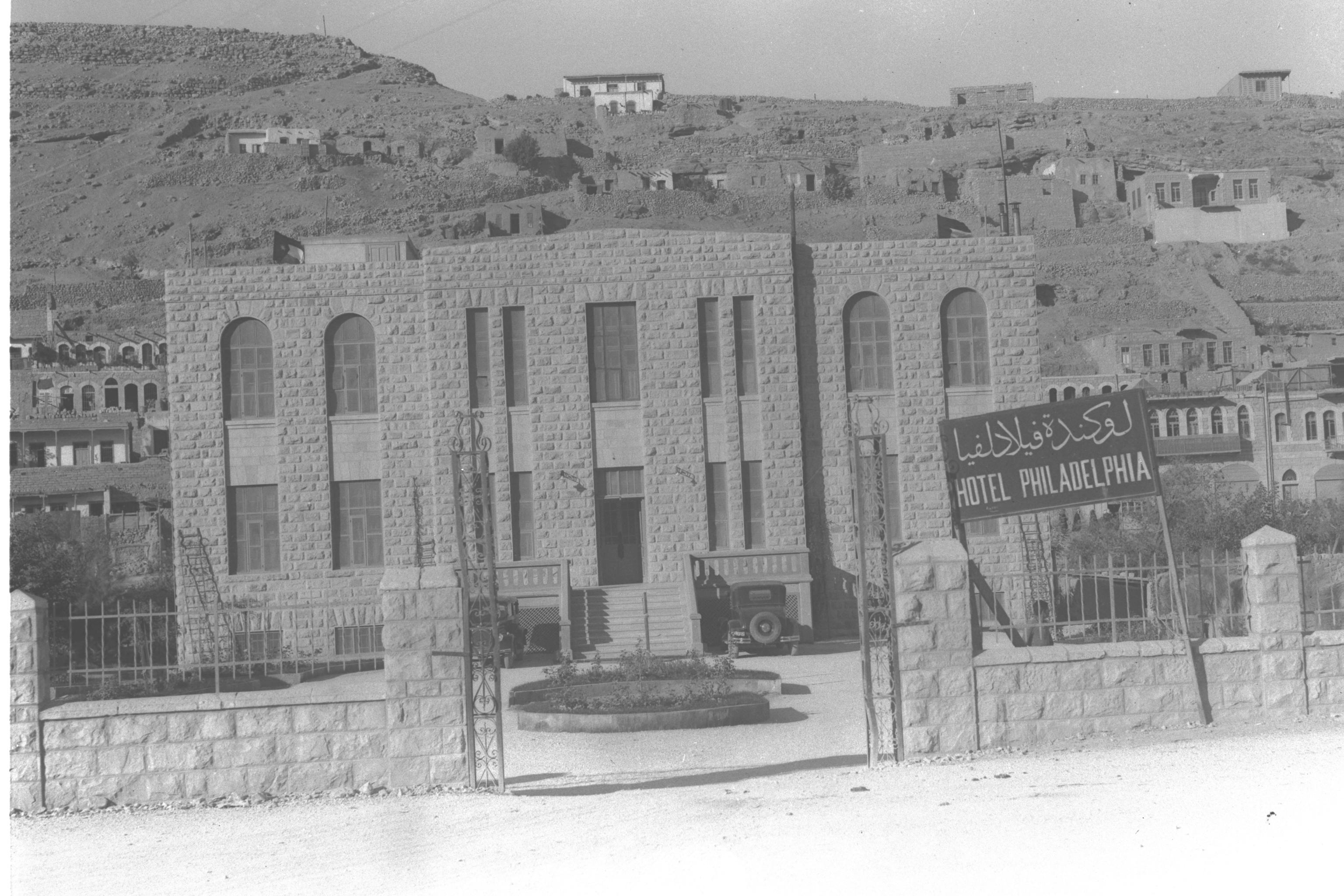
لوكندة فيلادلفيا في 1 مايو 1935، تصوير زولطان كلوغر.

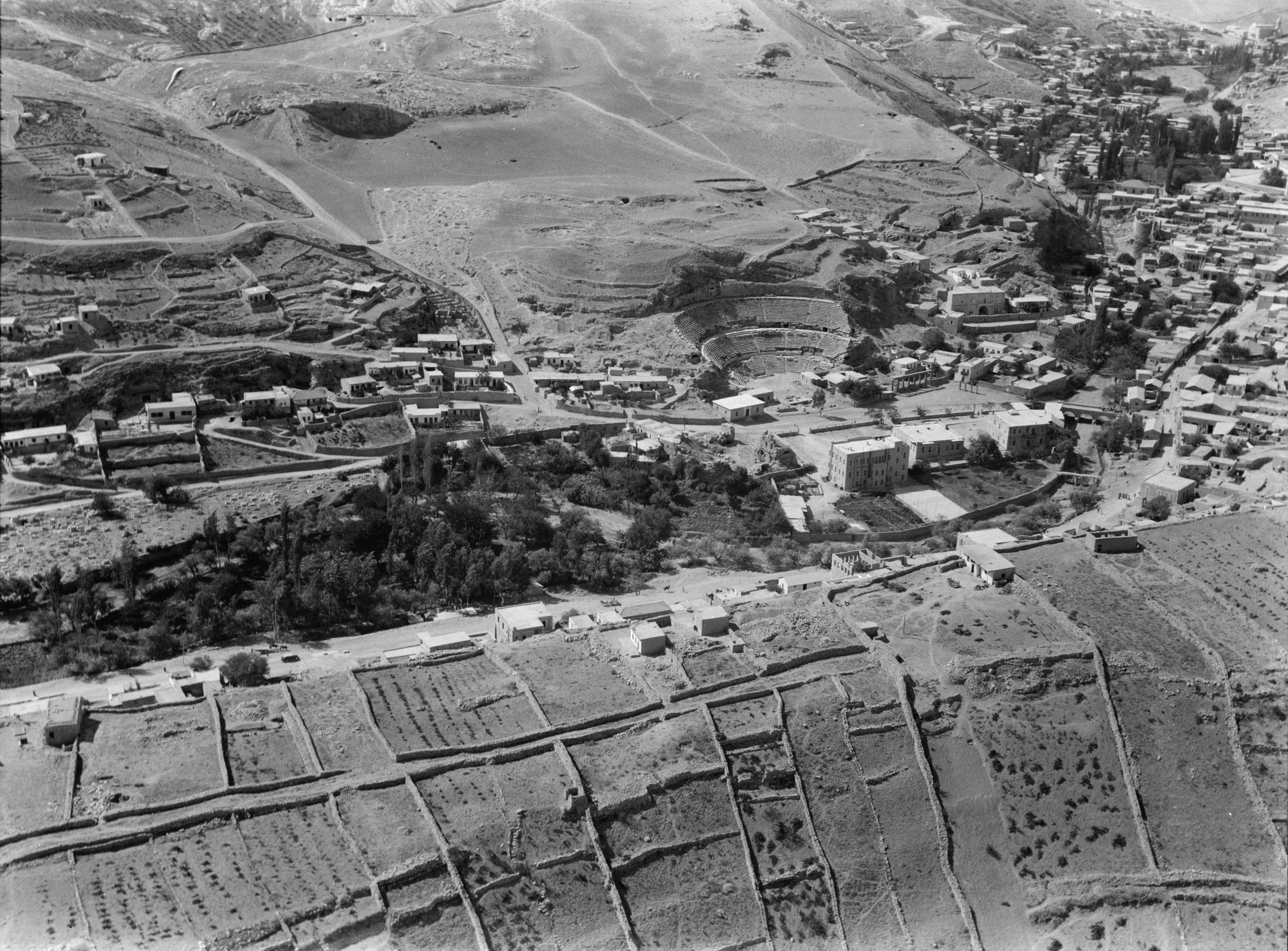
صورة جوية لوسط مدينة عمّان في عام 1932. يظهر في الصورة المدرج الروماني وفندق فيلادلفيا.

فندق فيلادلفيا أو لوكندة فيلادلفيا في مدينة عمان هو أحد أبرز معالم مدينة عمّان وأقدم الفنادق فيها، اُفتُتِحَ عام 1928؛ بعد 3 سنوات من بدء بنائه، وبعد 58 سنة هُدم؛ عام 1986. يُعد فندق فيلادلفيا معلماً يروي تاريخ الأردن؛ لأنه تزامن مع مرحلة تحول إمارة شرق الأردن إلى المملكة الأردنية الهاشمية، كما كان الفندق ملتقى للسياسيين والعائلات العمّانية الكبرى وقادة الجيش بحسب وصف المكان. بُني الفندق على طراز الخمسة نجوم مشابهاً لفندق آخر في أريحا. تعود ملكية فندق فيلادلفيا لعائلة آل نزال.

## البناء
بعدما شجّع الملك عبدالله الأول بن الحسين رجل الأعمال إبراهيم نزال على بناء فندق في عمّان، كان يريد فندق مماثل لفندقه في أريحا. كان لإبراهيم فندق في أريحا يُدعى فندق قصر المشتا، بُني بطراز فخم في عام 1907. أرسل نزال نجله أنطون نزال، والذي استطاع شراء سبعة دونمات من المدرج الروماني من محمد بن ناصر العسبلي الشهري مقابل 800 ليرة ذهبية، واختار أنطون مكان البناء في الساحة الترابية مقابل المدرج الروماني. بدأ بناء الفندق في عام 1925، فهو أول فندق من فئة الخمس نجوم بسعة 56 غرفة، واُفتُتِح رسمياً عام 1928 باحتفالٍ مهيب يليق بأهم معلم سياحي شُيّد في تلك الفترة، ومنذ تلك اللحظة، أصبح الفندق مزارًا لكبار نجوم الفن.
استوحى مالك الفندق اسمه من الاسم اليوناني القديم لمدينة عمّان «فيلادلفيا». شيّد مبنى الفندق في الساحة امام المدرج الروماني، ومنذ ذلك الحين، أصبح الوجهة الرئيسية لزوار الأردن؛ استقبل في غرفه العديدة سياسيين ودبلوماسيين وفنانين ومستشرقين، بالإضافة إلى ذلك، أُقيم فيه العديد من المناسبات الوطنية والخاصة؛ ليُشكل بذلك ذاكرة للمدينة ومقراً أساسياً للسياح الذين توافدوا على البلاد في تلك المرحلة المبكرة من عمر الدولة.

### مكان البناء
منطقة بناء الفندق كانت تقع بين المدرج الروماني والساحة العامة، وكان يقابله عدة أبنية متواضعة إحداها كان مكتباً لرئاسة الوزراء، والذي بني في نفس العام الذي انشئ فيه المستشفى الطلياني ودير اللاتين، ليتحول إلى مجرد تاريخ، يستعيد اطرافاً من معناه المتحضر الذي ساهم في صنع المدينة أنذاك. وكان مكان الفندق قريبا من قصر رغدان مقر اقامة الملك المؤسس ومعالم أثرية وسياحية عديدة أهمها بقايا مسرح الأوديون وسبيل الحوريات وجبل القلعة الذي يضم شواهد أثرية من زمن العمونيين بناة عمّان الأوائل ثم الإغريق والرومان والبيزنطيين وصولاً الى الفترة الأموية، ومن أهم تلك الشواهد الحصن العموني ومعبد هرقل والقصر الأموي وغيرها.

## المميزات
تميز الفندق وقت بنائه بأنه بُني بأمر من الأمير عبد الله الأول بن الحسين (الملك عبدالله فيما بعد). ويعد الفندق أحد أهم محركات الحركة السياحية التي ساهم وجوده في تنشيطها. كان الفندق أول فندق درجة أولى في الأردن، وأول مبنى يُستخدم في إنشائه الإسمنت المسلح. أُقيمت أول مسابقة ملكة جمال الأردن فيه، وكان فيه أول حمام سباحة في عمّان، وأول ملعب لممارسة التنس.

### من زواره
كان من أبرز زوار الفندق الملك عبد الله الأول ونجله الملك طلال. كان من زواره أيضاً وزير العدل الأسبق داود سمعان، بالإضافة إلى عدة شخصيات عربية مثل علي غندور، ويوسف المعلم، وجورج صليبي. كما تختزن الذاكرة والصور أسماء نزلاء من المشاهير في الفندق، مثل وزير المستعمرات البريطاني ونستون تشرشل، والأمين العام السابق للأمم المتحدة داغ همرشولد، وزعماء عرب سابقين، مثل العراقي نوري السعيد، والسوري شكري القوتلي، وغيرهما الكثير.

## الهدم
هُدِم الفندق عبر أليات أمانة عمان الكبرى عام 1986. حيث اتخذ قرار هدمه بتنسيب من أمين العاصمة عبد الرؤوف الروابدة عام 1985، كان قد أخذ موافقة من الملك الحسين بن طلال وفق قصة رواها الوزير السابق وأمين عام الديوان الملكي حينها بسام الساكت. سبب هدمه هو أن مبنى الأمانة «السابق» ومبنى فندق فيلادلفيا يسيء للموقع المخطط له ويعيق التنفيذ ويشوه منظر المدرج الروماني (بحسب أمين عمان الروابدة خلال مرافقة الملك الحسين والملكة نور الحسين في جولة في عمان)

## في الفن
في الخمسينات من القرن العشرين، صوِّر أول فيلم سينمائي في الأردن تحت اسم صراع في جرش، وتم تصوير العديد من مشاهد الفيلم في الفندق.

## كتب عنه
عام 2017، صدر كتاب فيلادلفيا «بين المدينة والفندق، حكايات عشق طويلة»، والذي يروي قصة بناء الفندق حين تم اختيار وسط عمان مكاناً لأول فندق يفتح ذراعيه مرحباً بضيوف العاصمة، وبدايات الحركة السياحية التي ساهم وجود الفندق في تشكلها بقوة.